# 설피린
설피린(sulpyrin), 메타미졸은 해열제와 진통제 성분으로 사용되는 피린계 약제이다.